# Siegroth (Adelsgeschlecht)

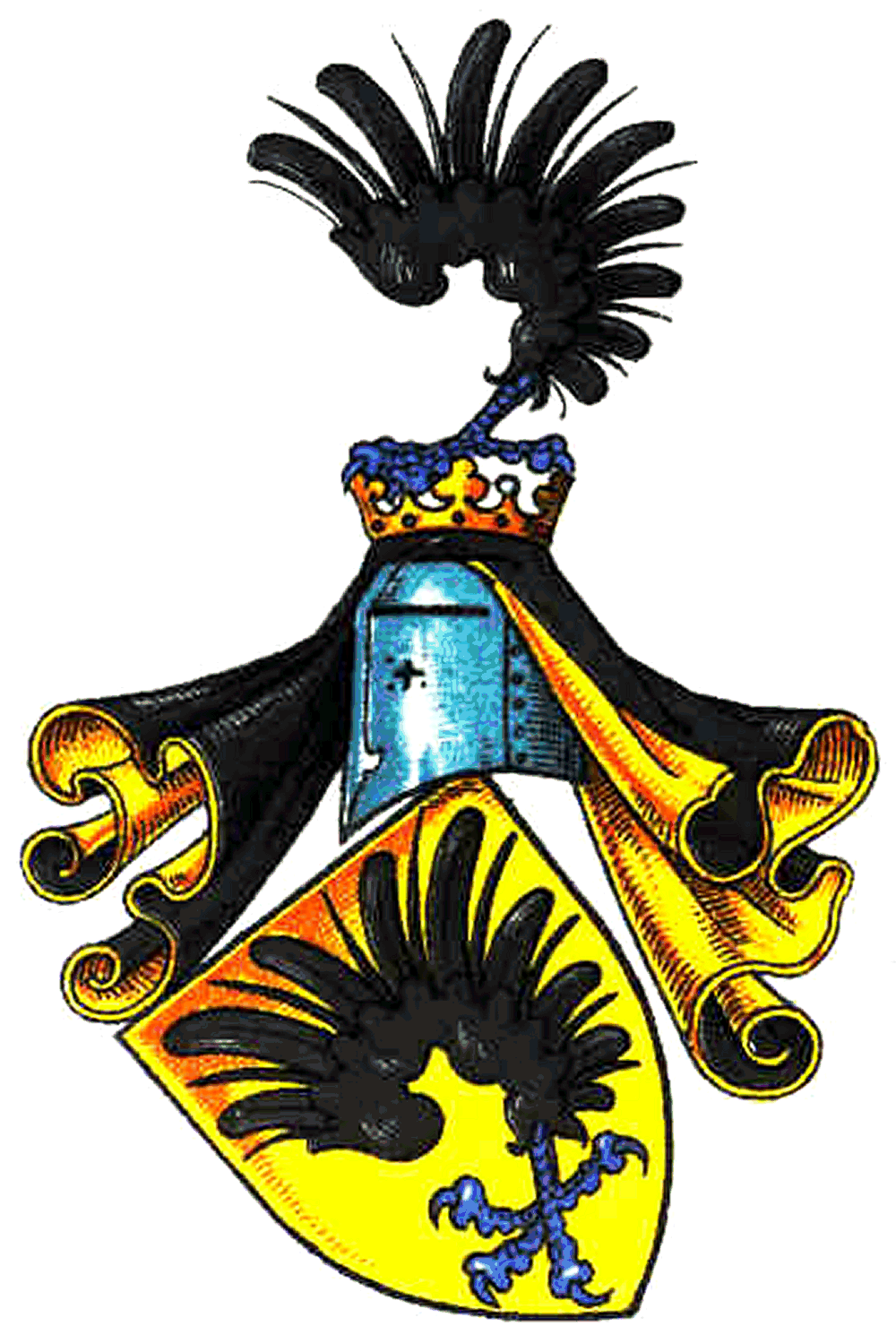
Stammwappen derer von Siegroth

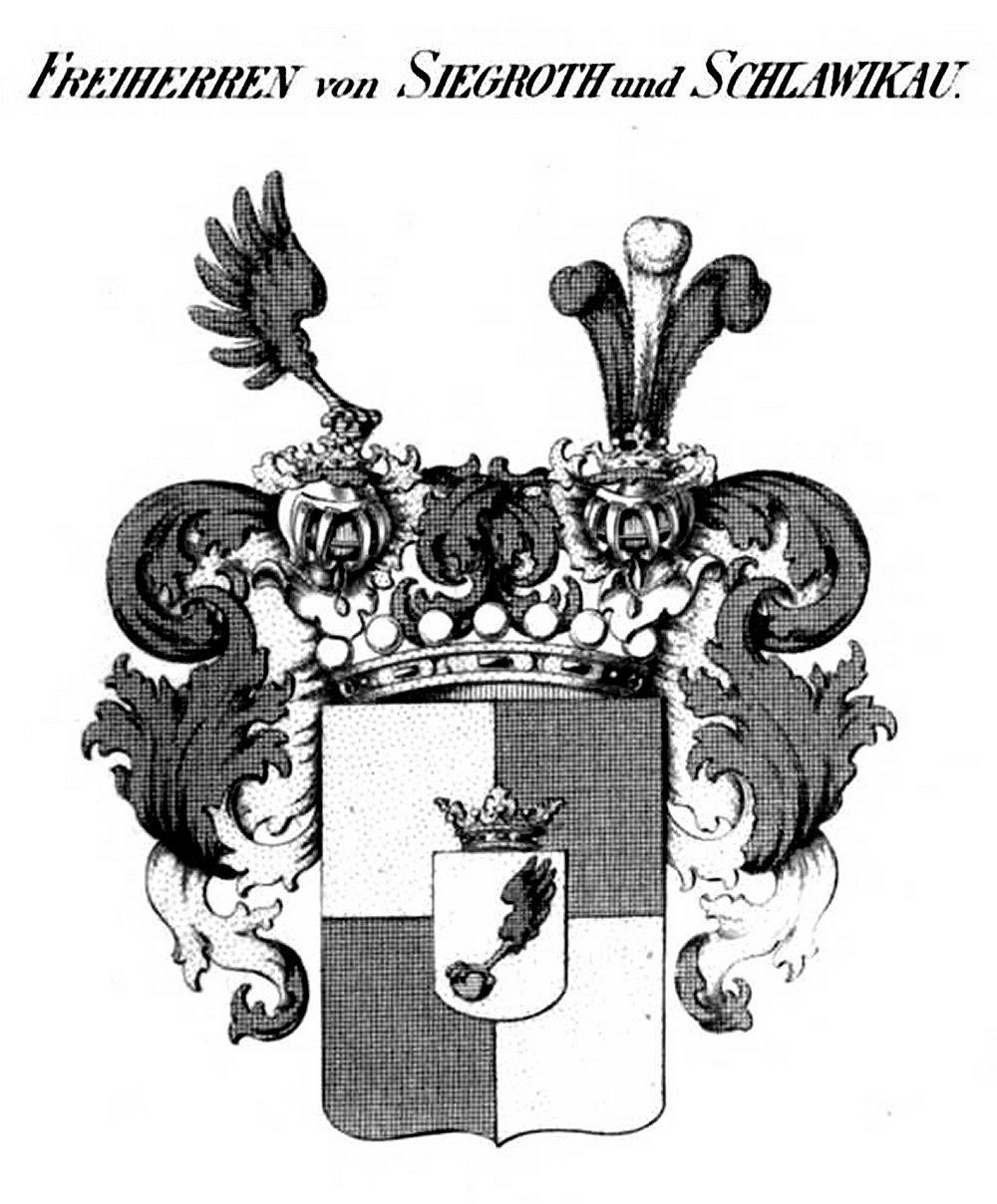
Wappen der Freiherren von Siegroth und Schlawikau

Siegroth bzw. Siegroth und Schlawikau ist der Name eines schlesischen Uradelsgeschlechts, dessen Zweige auch in Polen, Böhmen und Schweden begütert waren. Die freiherrliche Linie war bereits im 19. Jahrhundert erloschen.

## Geschichte
Der Überlieferung nach waren die von Siegroth Abkömmlinge eines ungarischen Geschlechts, das im 14. Jahrhundert über Polen nach Schlesien gekommen sein soll. Der böhmische Zweig nannte sich Czabelciczki, der polnische Zweig Topcaz und der schlesische Zweig Siegroth nach deren Stammhaus Slawikau bei Ratibor.

Die Herkunft des Namens Siegroth ist nicht zweifelsfrei geklärt. Eine Legende berichtet von einem blutverschmierten Ritter Topacz der siegend, daher Siegrot, von einer Schlacht zurückkehrte. Nach dem Neuen allgemeinen Deutschen Adels-Lexicon war deren Stammschloss das sonst nicht zu lokalisierende Siegroth bei Oels. Möglicherweise kommt auch der Ort Siegroth bei Nimptsch in Betracht, obwohl urkundliche Belege fehlen. In Schlesien teilte sich das Geschlecht in die Linien Mühlaschütz, Galbitz, Deutschen-Prietzen, Netsche und Gruttenberg. Des Weiteren gehörten den von Siegroth die Güter Schützendorf, Schmoltschütz, Mühlwitz, Langendorf und Gusitz. 1484 erhielten die Brüder Georg und Gindrzich (Jindřich/Heinrich) von Siegroth einen Teil von Mühlaschütz, als Vettern werden 1485 Jan Tlomeck und Mickolay Szygrodt von Slawikau genannt.

„Anno 1485, Freitags nach Invokavit, taten Georg und Gindrzich, Gebrüder von Siegroth vor dem zu Oels gehaltenem Ritterrechte die Ausführung ihrer Heerschilde. Zum ersten Schilde haben geschworen Jan Tlomeck von Slawickau und Mickolay Szygrodt von Slawickaw als Vettern. Zum anderen Schilde Jakob Zwolsky und Jan Strzozowsky als Ohmen nach ihres Vatern Mutter. Zum dritten Schilde Jan Spigel Balwiczowsky und Jan Spigel der Jüngere, als Ohmen nach ihrer Mutter Vater. Zum vierten Schilde Jan Nassengriff Stachzowsky und Jan Nassengriff der Jüngere von Stachow als Ohmen nach ihrer Mutter Mutter.“

Die gesicherte Stammreihe beginnt mit Caspar von Siegroth und Slawikau, der um 1550 lebte. Den Stamm setzte der herzoglich-oelsische Landeshauptmann und Rat Albrecht von Siegroth und Schlawickau auf Mühlaschütz, Gruttenberg und Schützendorf fort, welcher 1612 im Alter von 63 Jahren starb und die Söhne Hans, Albrecht und Heinrich hinterließ. Hans von Sieroth wurde Landeshauptmann zu Namslau, Rat des Herzogs zu Oels und Bernstadt. Der einzige Sohn von Hans, Gottfried von Siegroth, bekleidete das Amt des herzoglich-württembergischen Land- und Regierungsrats sowie des Landeshauptmanns zu Oels. Von Gottfried stammen die Söhne Joachim Heinrich, Gottfried Albrecht, Christoph Ernst und Hans Heinrich von Siegroth.
Am 28. Februar 1668 erhielt der Landesverweser des Fürsten von Lobkowitz Johann Leopold von Siegroth und Schlawikau den erblichen böhmischen Reichsfreiherrenstand. Aus dem Hause Prietzen stammte die nach Schweden gezogene Linie. Am 28. Februar 1754 wurde dem königlich-schwedischen Oberst Conrad Gustav von Siegroth das Reichsfreiherrendiplom verliehen. Sein Sohn Gustaf Adolf von Siegroth fungierte als Generalleutnant und Haushofmeister. In Schlesien besaß dieser Zweig die Schlösser und Rittergüter Droschkau bei Namslau, Stradam und Langendorf bei Wartenberg, Kostau und Bischdorf bei Brieg, sowie Polckwick bei Glogau.
Carl Heinrich von Siegroth, zunächst im Regiment von Alvensleben in Glatz, stieg zum Oberst und 1814 zum Interim-Kommandanten von Schweidnitz auf. Darauf Kommandeur des 9. Garnison-Bataillons starb er 1824 als Pensionist in Reichenbach. 1857 diente Rudolph von Siegroth, Herr auf Lampersdorf und Nieder-Seichwitz, als königlich-preußischer Leutnant im 3. Magdeburgischen Infanterie-Regiment. Joachim von Siegroth wurde 1915 Leutnant, 1935 als Major in die Wehrmacht übernommen, 1942 zum Oberst befördert und seit dem 1. Februar 1945 Kommandeur der 712. Infanterie-Division.

## Wappen
Blasonierung des Stammwappens: „Derer von Siegroth Wappen. Ein gelber Schild / der Flügel darinn schwartz , der Fuß darann blau / auff dem Helm eine gelbe Cron / der Flügel und Fuß wie im Schild / die Helm=Deck schwartz und gelb.“
Bedeutet: In Gold und auf dem gekrönten Helm ein schwarzer, auf einer blauen Adlerklaue stehender Adlerflügel. Die Helmdecken sind schwarz-golden.

## Genealogie (Auswahl)

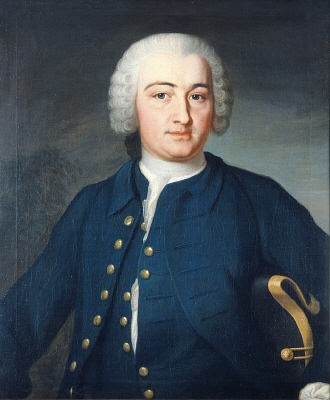
Gustaf Adolf von Siegroth (1725–1802)

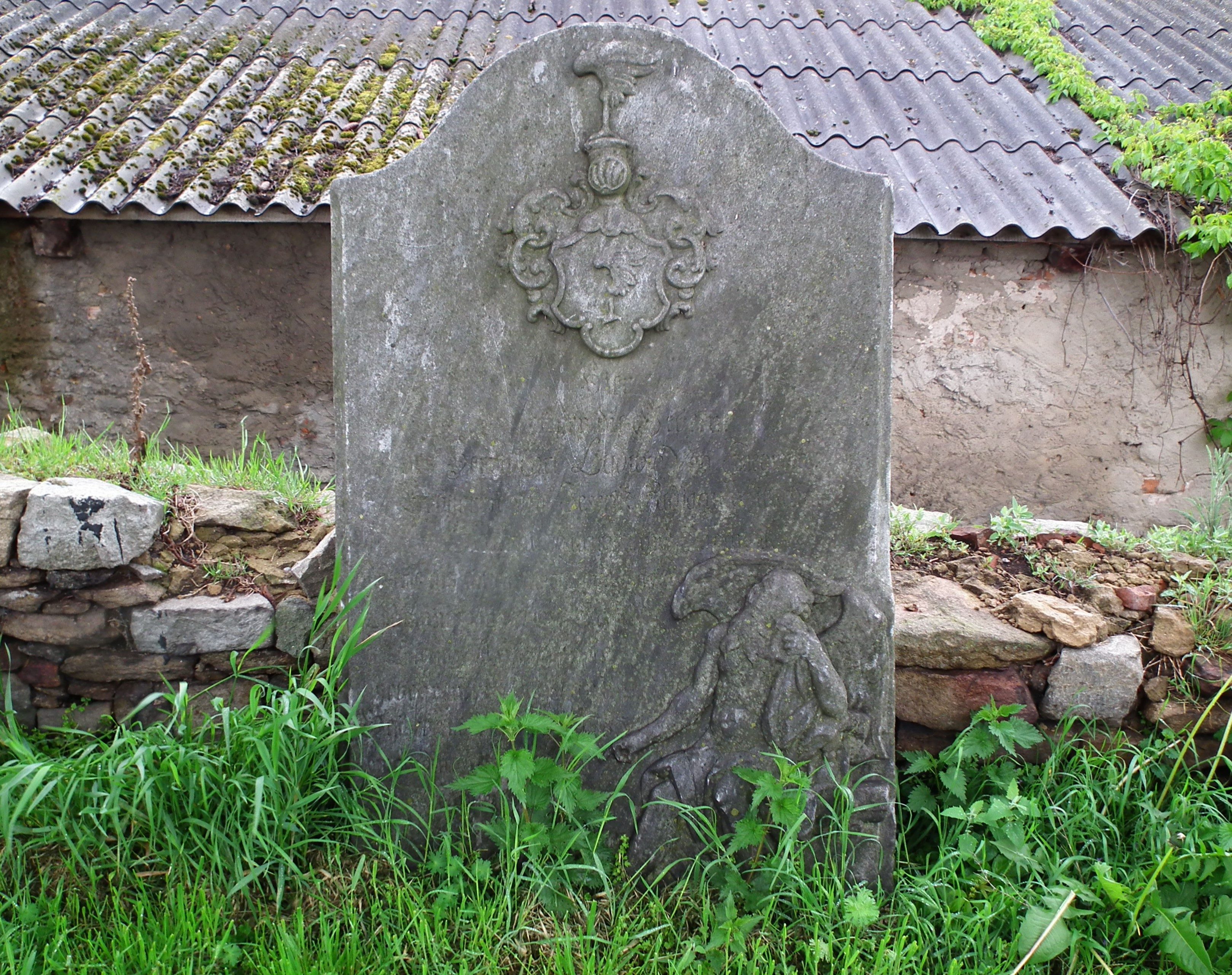
Grabstein des Landrates Carl Ludwig von Siegroth († 1782)

1. Caspar von Siegroth und Schlawikau († nach 1550); ⚭ NN von Kalckreut auf Gugelwitz
  1. Albrecht von Siegroth und Schlawickau auf Mühlaschütz, Rat des Herzogs zu Münsterberg-Oels und Landeshauptmann (1549–1612); ⚭ Margaretha Dziewuntin auf Schützendorf
    1. Hans von Siegroth auf Mühlaschütz, Landeshauptmann zu Namslau, Rat des Herzogs zu Oels und Bernstadt; ⚭ NN
      1. Gottfried von Siegroth auf Groß- und Klein-Mühlaschütz, fürstlich-württembergisch-oelsischer Rat, Landeshauptmann (1608–1677); ⚭ NN
        1. Joachim Heinrich von Siegroth und Schlawikau auf Mühlaschütz, fürstlich-württembergisch-oelsischer Rat, Landeshauptmann († 1716); 1.⚭ Abigail vom Berge auf Herrndorf; 2.⚭ Maria Elisabeth von Steinbach und Stampach
        2. Gottfried Albrecht von Siegroth und Schlawikau auf Prietzen, fürstlich-württembergisch-oelsischer Rat, Landesältester, Hofrichter, Kammerdirektor († 1698); ⚭ NN
          1. Gottfried Sylvius von Siegroth und Schlawikau auf Deutschen, Rat des Herzogs von Württemberg, Oels und Bernstadt, Deputierter († 1697)
          2. Julius Ernst von Siegroth auf Prietzen

        3. Christoph Ernst von Siegroth und Schlawikau, Oberjägermeister des Herzogs von Württemberg, Oels und Bernstadt (1648–1705)
        4. Hans Heinrich von Siegroth und Schlawikau, Amtshauptmann des Weichbildes Namslau und des Fürstentums Breslau († nach 1723); ⚭ Eva Margaretha von Heugel und Marschwitz

      2. Hans Heinrich von Siegroth und Schlawikau auf Netsche, Rat des Herzogs zu Württemberg-Oels, Landesältester (1627–1713); ⚭ Anna Rosina von Falkenberg
        1. Hans Albrecht von Siegroth und Schlawikau auf Netsche, Rat des Herzogs zu Württemberg, Oels und Bernstadt (1658–1719); ⚭ Maria Renata von Salisch

    2. Albrecht von Siegroth und Schlawikau auf Galbitz, Rat des Herzogs zu Münsterberg-Oels (1594–1641); ⚭ NN von Seidlitz und Schmelwitz
    3. Heinrich von Siegroth und Schlawikau auf Paulsdorf; († 1631); ⚭ Eva von Gafron und Ober-Stradam († 1631)
      1. Hans Christian von Siegroth und Schlawikau auf Groß- und Klein-Deutschen, fürstlicher Hofmeister, Minister (1623–1709); ⚭ Anna von Baruth († 1679)
        1. Balthasar Heinrich von Siegroth auf Deutschen († 1698); ⚭ NN